# 義元大蔵
義元 大蔵(よしもと だいぞう、1975年2月13日 - )は、日本の実業家、株式会社ディーズプランニング代表取締役、日本商工振興会・守成クラブ常務理事。「やっぱりステーキ」「そばよし」「やっぱり らぶ唐」「やっぱりちゃん」「いつでも朝ごはん」「やっぱり食べほ」創業者、年間60億円の売上、国内外に約100店舗に展開する。沖縄県那覇市生まれ、沖縄県立那覇高等学校卒業。

## 経歴
沖縄県那覇市生まれ。父は会社員、母は薬剤師の家庭で育つ。祖父は沖縄にパチンコを持ち込んできた人で伝統的な祭を復活した。那覇市立仲井真小学校、那覇市立仲井真中学校、沖縄県立那覇高等学校を卒業後、映画『トップガン』に憧れ、なんのあてもないままに渡米し、ロサンゼルスにある語学学校、短大に進学。学校に通いながら皿洗いのアルバイトに励む日々。生活は厳しく10キロも痩せた。持ち前の積極性で状況を変化させ、ウェイターになると客の好みを覚えてチップを弾んでももらい、最後はマネージャーに昇格。アメリカで独立するのも夢ではないと思った矢先、2001年にアメリカ同時多発テロが勃発。これにより帰国を決意する。1993年から2003年までの10年、アメリカに生活の場を置いた。
2003年(平成15年)28歳で日本に帰国。地元沖縄で様々な事業を手掛ける大手企業に就職、尊敬する経営者・ 安里繁信(現 シンバホールディングス株式会社会長)の下で、様々な事業を経験。カフェの立ち上げ、国際物流、広告代理店など7社のグループ会社を転々とした。その後、インターネットの仕事をし、年商30億円の食品会社にヘッドハンティング、営業部長に就任。そこで食品の仕入れのノウハウを覚えた。
2015年(平成27年)40歳で独立。ずっと温めてきた構想を実行に移すことに。当時のステーキ価格は高値だったので1000円札一枚でステーキをたくさん食べられる店を実現したいと思った。そのためには家賃が低い掘り出し物の物件を探した。わずか三坪にカウンター6席だけの店で、席の後ろを通行人が通っていく立地で「やっぱりステーキ」1号店を出店した。大ヒットして月商280万円を売上。2号店は20坪24席、週6日朝11時から翌朝まで営業、1日37回転という記録を樹立。
2017年(平成29年)エフエム沖縄にて『島袋寛子の いいね!OKINAWA!』にレギュラー出演(現在もマンスリー出演)。
2020年(令和2年)医師からガンを宣告され、人生観が変わった。業績が上り調子のなか「10年後より今をみない」と意味がないと方向転換した。生きるスピードが1日、1カ月ではなく、秒に変わる。FC加盟店が次々と増加していった。
2022年(令和4年)日本商工振興会・守成クラブ常務理事就任。
2023年(令和5年)7月に初の海外進出。ネパールに店舗をオープン し、その後、オーストラリアに2店舗を開業。
現在は、「やっぱりステーキ」をはじめ「そばよし」「やっぱり らぶ唐」「やっぱりちゃん」「いつでも朝ごはん」「やっぱり食べほ」を創業。年間60億円の売上、国内外に約100店舗を運営。沖縄から世界へ展開する。

## 人物
- 好きな言葉は第16代アメリカ合衆国大統領エイブラハム・リンカーンの「意志あるところにみちは開ける」。那覇高校時代に先輩から「人のレールに乗るんじゃない、道は自分で作るべきだ!まずはやってみる、チャレンジしないと道はできない、意思があるなら動く、意思がなければ動くことで何かが生まれる」と教わった。この言葉はガンになったとき自分に負けない!と重みを増した[11][12]。
- 愛読書は料理に関するWebサイト。少しでもアイデアが思い付いたら、それについて徹底的に調べまくる[12]。
- 尊敬している人はイチロー[12]。
- 高校は偏差値68の進学校。弓道部に所属して県大会で個人優勝をする腕前だった[3]。
- 渡米計画は高校1年の時には決めていた。周囲は大学や東京に興味を持っていたが、義元は惹かれなかった。日本自体つまらないとも思った。バイトで50万円を貯めて高校を卒業した年の8月に渡米。即戦主義をモットウに本場で語学を学び、短大に進学した。結局、10年日本から離れることになった[3]。
- 趣味は沖釣り、酒好き[3]。
- 歴史好き、戦国時代が好きで人間づきあいの上手さで徳川家康を好んでいる。東京に来たときには徳川家の菩提寺 増上寺に参拝しに行く[3]。
- 理想の女性は飯島直子。19才のときロサンゼルスでアルバイトしていたカレー屋で出会い、一目惚れした[3]。
- ミドルネームは「DAIZO MAX YOSHIMOO」[3]
- 将来の夢はトム・クルーズと共演すること。レッドカーペットで一緒にいる自分を夢見てる[3]。
- 「大蔵」の読み方は「たいぞう」ではなく「だいぞう」。名前の由来は父親が好んだジャーナリスト草柳大蔵から来ている[3]。

## ビジネスに関する逸話
- 日課は朝風呂。心身共にスッキリさせてからビジネスについて考える。夜には持ち越さない[12]
- 沖縄には以前から酒を飲んだ後、シメにステーキを食べるというローカルな習慣があった。ところが沖縄のステーキ店が提供するのは、脂が乗った薄い大判の肉。これでは胃がもたれてしまうと考えた義元は「赤身の塊肉を気軽に食べられたら!」とアメリカ留学中に赤身ステーキに親しんだ記憶を辿った。さらに一般的なステーキによくある付け合わせの野菜を置かず、溶岩石プレートに肉だけを乗せてレアの状態で提供。これにより調理オペレーションの負荷を軽くすると同時に、焼き時間が短いので提供スピードを上げることもできた。初期投資がかからないし、オペレーションもシンプルでスタッフ数も調理もいらなくなった[3][12]。
- 『やっぱり、ステーキ?』は『いきなりステーキ』」との対比が否応なく行われる。いろいろなメディアで、義元は、ネーミングに関して「模倣ではない」と言い続けている。元<ネタは沖縄県民がよく口にする「〆は何にする?」「やっぱりステーキだろ」という会話から来ている。沖縄では当たり前のように酒の〆にステーキが来る文化が長く続く[3]。
- 店内に入ると「やっぱりませ〜(訳:いらっしゃいませ)」という独特な挨拶が投げかけられる。義元が考え付いた造語で日本にとどまらず海外を含めた全店舗でスタッフは言っている。海外で「やっぱり」に適した英語がないため「YAPPARI STEAK」のまま店舗を構えている[3]。

## 出演

### テレビ
- 『ワールドビジネスサテライト』(テレビ東京)[13]
- 『坂上&指原のつぶれない店』(TBSテレビ)[14]
- 『Live News イット!』(フジテレビ)[15]
- 『サンデーモーニング』(TBSテレビ)[16]
- 『スーパーJチャンネル』(テレビ朝日)[17]
- 『CATCHY』(琉球朝日放送)[18]
- 『ガイアの夜明け』 輝く赤身肉、1000円で食べられるステーキも!（2020年9月29日、テレビ東京）[19]
- 『日経スペシャル カンブリア宮殿』 急成長!格安ステーキ店〜アメリカ仕込みの型破り経営術（2023年5月18日、テレビ東京）- ディーズプランニング社長として出演[10]

### ラジオ
- 『島袋寛子の いいね!OKINAWA!』(エフエム沖縄) ※マンスリーレギュラー出演[4]

### インターネット放送
- 『ぜにいたち』(AbemaTV)[20]
- 『宮迫ですッ!【宮迫博之】』(YouTubeチャンネル) https://www.youtube.com/watch?v=Tl53kyl69tk
- 『ヒカルチャンネル』(YouTubeチャンネル) https://www.youtube.com/watch?v=cHpVWg4uk6o

### 雑誌
- 『FLASH』(光文社)[21]
- 『日経MJ』(日本経済新聞社)[22]
- 『近代食堂』(旭屋出版)- 「コロナ明けに向けた繁盛店づくり」[23]
- 『飲食店経営』(アール・アイ・シー)[24]

### 新聞
- 『日本外食新聞』 - 「仕込みの徹底で品質と顧客満足追究」[25]
- 『琉球新報』 - 「海外進出、急成長の秘密」[2]
- 『夕刊フジ』 - 「沖縄で大ブレークし全国展開 やっぱりステーキ」[26]